# Altavista, La Grandeza
Altavista är en ort i Mexiko.   Den ligger i kommunen La Grandeza och delstaten Chiapas, i den sydöstra delen av landet, 900 km sydost om huvudstaden Mexico City. Altavista ligger 2 236 meter över havet och antalet invånare är 131.
Terrängen runt Altavista är huvudsakligen bergig, men den allra närmaste omgivningen är kuperad. Runt Altavista är det ganska tätbefolkat, med 96 invånare per kvadratkilometer. Närmaste större samhälle är Motozintla de Mendoza, 16,9 km söder om Altavista. I omgivningarna runt Altavista växer huvudsakligen savannskog.